# پرند (پارچه)
پرند نام نوعی پارچه حریر است که در گذشته در شهر باستانی شوشتر در کنار دیبا، دیگر پارچه مشهور این شهر، بافته می‌شده‌است. در دوران اسلامی مرغوبیت پارچه‌های شوشتری در حدی بود که مورد توجه خلفا بود و معتضد عباسی سفارش کرده بود که لباس او از بهترین پارچه‌های شوشتری و دبیقی تهیه شود. (مسعودی، 1360: 628/2)

## پرند در ادبیات فارسی
شاعران بسیاری از نام‌ «پرند شوشتری» در شعرهای خود استفاده کرده‌اند.
خاقانی
| سوس را با پلاس کینی نیست |  | کین او با پرند شوشتر است |

لامعی
| از روی چرخ چنبری |  | رخشان سهیل و مشتری |

 چون بر پرند شُشتری    پاشیده دینار و درم

شوریده شیرازی
| پرند شوشتری زگل نازکتری    |  | ندیده بودم حالا دیدم        |
| ‫اگر مستم من از عشق تو مستم |  | بیا بنشین که دل بردی ز دستم |

ادیب الممالک
| برای خرگهت گردون ز اختر |  | بیاراید پرند شُشتری را |